# 1521 в Україні

## Події
- Кримський хан  Мехмед I Ґерай прогнав із Казані ставленика Москви й посадив на намісництво свого брата Сахіба.
- Брати Ґераї вчинили наліт на околиці Москви, Нижнього Новгорода та Рязані, захопили багато бранців.

## Особи

### Народились
- Юрій (II) Юрійович Олелькович-Слуцький (пом. 1578) — князь, член Ради Панів, польський сенатор (1577), перетворив Слуцьк у центр православної культури.

### Померли
- Йо́сиф II Солта́н — митрополит Київський, Галицький і всієї Руси.
- Микола Радзиві́лл «Amor Poloniae» (пол. Mikołaj Radziwiłł «amor Poloniae», лит. Mikalojus Radvila II Amor Poloniae); нар. 1470) — державний, військовий і політичний діяч Великого князівства Литовського. Представник княжого роду Радзивіллів гербу Труби. Великий канцлер литовський з 1510, троцький (1505—1510) і віленський (з 1510) воєвода[1] відомий також як Миколай II Радзивілл. Брав участь у військових походах Костянтина Острозького, зокрема, у невдалій битві над Ведрошею (1500) та переможній битві під Клецьком (1506).

## Пам'ятні дати та ювілеї
- 725 років з часу (796 рік):
  - знищення Аварського каганату у Паннонії франками (інша дата — 805 рік).
- 625 років з часу (896 рік):
  - битви на Південному Бузі, де болгарський цар Симеон I розбив військо угрів та в союзі з печенігами він вигнав їх далеко на захід.
- 575 років з часу (946 рік):
  - посольства княгині Ольги до Царгорода.
  - придушення Ольгою повстання древлян після спалення Іскоростеня.
- 550 років з часу (971 рік):
  - завершення Другого Балканського походу у Болгарії князя Святослава (з 969 року) та пограбування околиць Константинополя, облога у Доростолі; поразка і відхід з Балкан. Укладення з Візантією договору на умовах 944 року.
- 525 років з часу (996 рік):
  - завершення спорудження Десятинної церкви в Києві (з 990 року) та її урочисте відкриття (25 травня), до якої прибули священики з Херсонеса. Захоронення тут праху княгині Ольги.
- 475 років з часу (1046 рік):
  - укладення миру між Візантією та Київською Руссю, яким завершилася війна, що тривала з 1043 року.
- 425 років з часу (1096 рік):
  - 19 червня — Битва на річці Трубіж — одна з битв русько-половецької війни 1090-х — 1116 років.
  - Битва на Колокші біля Володимира у якій князь Мстислав Володимирович Великий розгромив Олега Святославича.
- 375 років з часу (1146 рік):
  - завершення повстання у Києві, який у 1139 році був захоплений Всеволодом Олеговичем.
  - початку збройної боротьби князівських родів (Ольговичів, Мономаховичів, Давидовичів) за Київський престол (до 1161 року).
- 325 років з часу (1196 рік):
  - вторгнення литовців у Волинське князівство.
- 300 років з часу (1221 рік):
  - початку княжіння Данила Романовича на Волині.
- 275 років з часу (1246 рік):
  - відвідання галицько-волинським князем Данилом Романовичем столиці Орди — Сарай-Бату, де був вимушений визнати себе підлеглим хана Батия.
  - подорожі Плано Карпіні через Чехію, Польщу, Русь (Володимир, Київ) і Дон до Сарая і Монголії.
- 200 років з часу (1321 рік):
  - битви на річці Ірпінь, коли литовський князь Гедимін розбив руське військо і зайняв Київ (інша дата — 1320 рік).
- 175 років з часу (1346 рік):
  - облоги Кафи Ханом Джанібеком.
- 100 років з часу (1421 рік):
  - входження Галичини до складу Польського королівства.
- 75 років з часу (1446 рік):
  - Блокада Кафи трапезудською ескадрою. Генуезці відкупилися від греків і уклали з ними мир.
- 50 років з часу (1471 рік):
  - ліквідація Великим князівством Литовського Київського удільного князівства та утворення Київського воєводства у складі Овруцького, Київського, Житомирського та інших повітів.

### Видатних особистостей

#### Народження
- 450 років з дня народження (1071 рік):
  - Євпра́ксія Все́володівна (д.-рус. Еоупраксиа; пом. 1109) — князівна із династії Рюриковичів. Німецька імператриця (1088—1105), дружина німецького імператора Генріха IV. Донька великого князя київського Всеволода Ярославича, онука Ярослава Мудрого.
  - Яросла́в Святосла́вич (пом. 1129) — князь чернігівський (1123—1127). Син Великого князя Київського Святослава II. Онук Ярослава I Мудрого.
- 300 років з дня народження (1221 рік):
  - Андрій Ярославич (пом. 1264) — третій син великого князя Ярослава Всеволодовича, князь суздальський, у 1250—1252 роках великий князь владимирський. Чоловік Устиною — доньки Короля Русі Данила Романовича та його союзник.
  - Олександр Ярославович Не́вський (пом. 1263) — князь новгородський (1236—1240,1241—1252, 1257—1259), псковський (1242), великий князь владимирський (1252—1263), формальний великий князь київський (1249—1263). Прославився завдяки перемогам у Невській битві та Битві на Чудському озері.

#### Смерті
- 425 років з дня смерті (1096 рік):
- 6 вересня — Ізяслав Володимирович — руський князь з династії Рюриковичів, другий син Володимира Мономаха та його першої дружини Ґіти (дочки англійського короля Гарольда II Ґодвінсона). Князь курський (до 1095), ростовський і муромський (1095–1096).
- 400 років з дня смерті (1121 рік):
  - квітень — Ники́фор І — православний церковний діяч, митрополит Київський та всієї Руси (1103 або 1104—1121).
- 375 років з дня смерті (1146 рік):
  - 30 липня/1 серпня[2] — Все́волод О́льгович — руський князь із династії Рюриковичів, роду Ольговичів. Великий князь Київський (5 березня 1139 — 1 серпня 1146).
- 350 років з дня смерті (1171 рік):
  - 20 січня — Гліб Юрійович, в хрещенні Олександр — руський князь із династії Рюриковичів. Князь київський. Син Юрія Довгорукого. Став першим київським князем, що не титулувався як «Великий» (з 1169 року).
  - 30 травня — Володимир Мстиславич (нар. 1130) — руський князь із династії Рюриковичів. Великий князь київський (1171).
- 325 років з дня смерті (1196 рік):
  - 23 квітня — Бе́ла III (угор. III. Béla, нар. 1145) — угорський король (1172–1196). Син Гейзи II та Єфросинії, дочки Великого князя Київського Мстислава I Величного. Онук Мстислава Великого, правнук Володимира Мономаха.
  - Всеволод Курський — князь курський і трубчевський, менший брат князя новгород-сіверського Ігоря Святославича, син Святослава Ольговича князя черніговського.[3]
- 275 років з дня смерті (1246 рік):
  - 20 вересня — Миха́йло Чернігівський (нар. 1179) — руський князь з династії Рюриковичів, князь переяславський (1206), новгородський (1224, 1229), чернігівський (1224—1239), галицький (1235—1236), великий князь київський (1238—1239, 1241—1246).
  - 30 вересня — Яросла́в Все́володович (нар. 1191) — син князя Всеволода Велике Гніздо, князь Переяславський, великий князь Київський (1236—1238, 1246).